# Dios blanco (película)
Fehér isten (titulada White God (Dios blanco) en España y Hagen y yo en Hispanoamérica) es una película dramática húngara dirigida por Kornél Mundruczó. Ganó el premio de la sección Un certain regard del Festival de Cine de Cannes de 2014. Los perros en la película fueron también galardonados con el premio Palm Dog. La película fue seleccionada por Hungría para la mejor película extranjera en los premios Óscar de 2014, pero no fue nominada.

## Argumento
Una nueva ley da preferencia a los perros de raza e impone un tributo considerable por las razas cruzadas. Rápidamente, los refugios caninos se llenan con perros abandonados. Lili, 13 años, lucha por proteger a su perro, Hagen, pero su padre lo abandona en la calle. Hagen y su ama se buscan por todos los medios, hasta que un día Lili baja los brazos. Por su parte, Hagen lucha por sobrevivir y rápidamente se da cuenta de que no todo el mundo es el mejor amigo del perro. Se une a un grupo de perros errantes, es capturado y enviado a la perrera. Entonces, los perros aprovechan para escapar y hacer una revolución contra los seres humanos. Su venganza será despiadada. La única que podría terminar con la guerra entre el hombre y el perro sería Lili.

## Reparto
- Zsófia Psotta como Lili (la niña protagonista).
- Sándor Zsótér como Dániel (padre de Lili).
- Lili Horváth como Elza  (madre de Lili).
- Body (perro) y Luke (perro) ambos como Hagen (compañero canido de Lili).
- Szabolcs Thuróczy como adiestrador de perros de presa.
- Lili Monori como Bev  (responsable de la perrera municipal).
- Gergely Bánki como trabajador de la perrera.
- Tamás Polgár como trabajador de la perrera.
- László Gálffi como profesor de música clásica.
- Ervin Nagy como carnicero.
- Kornél Mundruczó como afgano. cameo del director.
- Károly Ascher como Péter (amigo de Lili).
- Vanda Verle como Trixi (beatrix) compañera de música de Lili.
- Erika Bodnár como vecina de Dániel.
- Bence Csepeli como Diamante.
- János Derzsi como vagabundo.
- Csaba Faix como presentadora de televisión.
- Edit Frajt como agente de policía.
- Alexandra Gallusz como la chica con la bicicleta.
- Zoltán Tamási como guardia de seguridad.

## Producción
Aproximadamente 250 perros fueron utilizados en la película. Con la excepción de Bodie y Luke (la pareja de perros hermanos que retratan a Hagen), todos los animales adicionales fueron perros reclutados de refugios o de las calles de la ubicación disparando y entrenados con la vista puesta en su tratamiento humano y la rehabilitación definitiva por Teresa Anne Miller, hija del entrenador de animales de Hollywood, Karl Lee Miller, cuyo trabajo con animales incluye películas como Babe y Cujo . Aproximadamente el 98% de los perros fueron adoptados después de la filmación.
Representantes de Personas por el Trato Ético de los Animales fueron invitados a hacer una declaración sobre el tratamiento de los animales durante la filmación, pero se negaron, afirmando que "Apreciamos que parecían tomar algunos pasos adicionales en el camino para que los perros estuvieran cómodos y no se lastimaran... pero no podemos respaldar una película sin haber visitado el set ".

## Estreno
La película se estrenó el 17 de mayo de 2014, como parte del Festival de Cannes 2014.

## Recepción

### Crítica
La película tuvo críticas míxtas, por lo general positivas.
"Estupenda en cuanto huida del realismo a toda costa, la película pierde un tanto el tono cuando ya en la parte final acude a variaciones tonales, (...) Sin embargo (...) lega un puñado de ideas y de imágenes sobrecogedoras" dijo Javier Ocaña de El País. "La película quiere ser a la vez fábula moral, metáfora política y thriller de acción. Y es en esa indefinición donde reside a la vez su virtud y su condena." dijo Luis Martínezde Diario El Mundo. "White God contiene exceso de 'mensaje', pero su acabado, su ritmo y la tensión creciente cuando coquetea con el suspense son francamente convincentes" dijo Jordi Batlle Caminal de La vanguardia. 
En cuánto a los críticos norteamericanos, "Una (...) historia sobre un perro lanudo admirablemente poco ortodoxa y en ocasiones apasionante."  dijo Stephen Dalton de The Hollywood Reporter."Una fantasía húngara sobre la venganza, que no se parece a nada que hayas visto antes en pantalla." dijo Manohla Dargis de The New York Times. En Metacritic , la película tiene una puntuación de 80 de 100 de 29 críticos, lo que indica "críticas generalmente favorables". En el agregador de reseñas Rotten Tomatoes , la película tiene una calificación de aprobación del 88% basada en 101 reseñas, con una calificación promedio de 7.6 / 10. El consenso crítico del sitio web dice: " Dios blanco no es un reloj fácil, pero su gran ambición y su poderosa actuación, tanto humana como canina, hacen que valga la pena el esfuerzo".
En la página web, Magazinema la película es considerada con críticas positivas y con gran aceptación del director y sus combinaciones de género en la historia. "El húngaro Mundruczó vuelve a utilizar la fórmula de la fábula para que el público pueda adentrarse en las zonas más lúgubres del ser humano. La crueldad y el odio que se muestra contra los pobres animales, fieles y leales pese a estar explotados, es una metáfora más que evidente. La opresión y el odio a lo diferente, a lo extranjero, provoca más odio y rencor. Sin embargo, el cineasta no se queda parado en ese mensaje. El cineasta se atreve a combinar varios estilos que independientes funcionan maravillosamente pero que juntos pueden ser una bomba molotov: El terror, el thriller, la fábula moral y el cine social".

### Premios
Fehér isten (White God)
- Sección Spotlight – Festival de Cine de Sundance, 2015.
- Un Certain Regard – Festival de Cine de Cannes 2014
- Pulpo de oro a la mejor película – Festival de Cine Fantástico Europeo de Estrasburgo, 2014.
- Premio del Público - Festival Internacional de Cine de Antalya Golden Orange, 2014.
- Reconocimiento del jurado profesional – LET’S CEE Film festival, 2014.
- Premio Eurimages a la mejor coproducción europea - Festival Internacional de Cine de Sevilla, 2014.